# Mark Lane
Mark Lane, né le 24 février 1927 dans le Bronx et mort le 10 mai 2016 à Charlottesville, est un avocat américain, membre de l'assemblée d'État de New York et militant pour les droits civiques. Il est connu pour ses recherches sur les crimes de guerre au Vietnam et pour avoir été un des premiers chercheurs indépendants sur l'assassinat de John F. Kennedy, ainsi que pour son rôle d'avocat du Temple du Peuple.

## Biographie

### Enfance et éducation
Mark Lane naît dans le Bronx et grandit à Brooklyn. Il effectue son service militaire à partir de 1943. Il étudie d'abord à l'université de Long Island puis obtient un Bachelor of Laws de Brooklyn Law School en 1951,,. Étudiant en droit, Lane est assistant administratif de la National Lawyers Guild.
En 1951, une fois son diplôme obtenu, Lane monte un cabinet avec Seymour Ostrow dans East Harlem. Si Lane gagne rapidement une réputation de défendeur des pauvres et des opprimés, Ostrow affirme plus tard que Lane est motivé par l'ambition et la quête de notoriété plus que par une quelconque cause ou un quelconque intérêt pour ses clients. Ils arrêtent d'exercer ensemble à la fin des années 1950.
En 1959, Lane aide à fonder le mouvement des démocrates réformés au sein du parti démocratique de New York. Il est élu à l'assemblée de New York en 1960 avec le soutien d'Eleanor Roosevelt et du candidat à la présidence John F. Kennedy. Pendant sa propre campagne, il gère aussi la campagne présidentielle de Kennedy pour la ville de New York. Il est membre de l'assemblée en 1961 et 1962 et représente le dixième district de New York, qui inclut East Harlem et Yorkville, le quartier où il habite. Il promet pendant sa campagne de ne faire qu'un mandat puis de gérer la campagne électorale de son remplaçant, et tient sa promesse. Il passe l'essentiel de son mandat à militer pour l'abolition de la peine de mort.
En juin 1961, Lane est le seul membre de l'assemblée arrêté pour son opposition à la ségrégation pendant la Freedom ride. En 1962, il se présente au Congrès et perd l'élection. Pendant l'élection présidentielle américaine de 1968, il se présente au poste de vice-président des États-Unis pour le Freedom and Peace Party, une branche du Parti paix et liberté, aux côtés de Dick Gregory.

### Fin de carrière et fin de vie
Lane écrit le livre Arcadia, dans lequel il parle de ses efforts pour prouver que James Joseph Richardson (en), un travailleur noir immigré en Floride, est accusé à tort d'avoir assassiné ses sept enfants et condamné après des abus des autorités censées l'identifier. Richardson, condamné à mort, est à nouveau jugé après 21 ans de réclusion et innocenté. La personne qui gardait les enfants de Richardson fera ensuite une confession.
Lane déménage à Charlottesville où il enseigne le droit constitutionnel et les droits civiques.  
Le 10 mai 2016, Lane meurt d'un infarctus du myocarde chez lui à l'âge de 89 ans.

## Enquêtes sur l'assassinat de Kennedy
Quatre semaines après l'assassinat de Kennedy, Lane publie le 19 décembre 1963 un article dans le National Guardian, journal marqué à gauche, traitant de quinze questions du point de vue d'un avocat de la défense, sur les affirmations de personnages publics concernant les meurtres de J. D. Tippit et John F. Kennedy. Treize périodiques avaient refusé de publier son article. Lane était choqué que Lee Harvey Oswald, même après sa mort, ne bénéficie d'aucune des garanties légales qui protègent tout accusé dans le système judiciaire américain.
Ce texte s'appuie sur des témoignages de personnes ayant assisté à l'assassinat, comme Jean Hill, sur un test à la paraffine indiquant, selon Lane, qu'Oswald n'a pas récemment tiré, sur des affirmations contradictoires à propos de l'arme utilisée, d'abord annoncée comme étant un Mauser puis comme un Mannlicher-Carcano. D'autres éléments incluent les médecins de Parkland Memorial Hospital qui ont annoncé une blessure à la poitrine et à la tête à la tempe droite et le FBI et la presse qui ont considéré Oswald coupable avant de trouver des preuves.
En 1975, Lane devient le directeur de la Citizens Commission of Inquiry (CCI), qui remet en doute les points de vue officiels sur l'assassinat.

### Commission Warren
À la demande de Marguerite Oswald, Lane se propose pour défendre son fils auprès de la commission Warren, mais celle-ci refuse sa demande. Son président Earl Warren méprise Lane et il est convaincu qu'il ne cherche qu'à attirer l'attention.

### Témoignage de Mark Lane
Mark Lane témoigne le 4 mars 1964 auprès de la commission Warren. Il affirme avoir contacté la témoin Helen Markham quelques jours avant son intervention à la commission et qu'elle lui décrit le tueur comme étant petit, un peu en surpoids, et avec une chevelure épaisse. Il ajoute qu'Oswald est de taille moyenne, plutôt mince, et atteint d'une calvitie naissante.
La commission Warren réétudie la transcription de l'appel entre Markham et Lane,. Dans cette transcription, Markham ne décrit pas du tout le témoin comme Lane l'a dit. En juillet 1964, Earl Warren convoque Lane et lui dit que son témoignage a été écarté.

### Rush to Judgment
Lane publie une critique détaillée de la Commission Warren, appelée Rush to Judgment, où il s'appuie sur les entretiens avec les témoins ainsi que les 26 volumes des travaux de la commission. Seize éditeurs annulent son contrat avant la publication du livre. Une fois publié, il passe 29 semaines dans la liste des best-sellers du New York Times et atteint une fois la première place. Préfacé par l'historien anglais Hugh Trevor-Roper, ce livre est traduit en France sous le titre L'Amérique fait appel. En 1966, le livre est adapté sous forme de documentaire. Lane interroge plusieurs témoins de l'assassinat, comme Lee Bowers et Orville Nix.
Lane remet en cause plusieurs conclusions de la commission : que trois tirs ont été faits depuis le dépôt de livres scolaires, alors que plusieurs témoins sur Dealey Plaza disent avoir entendu des tirs venant de face vers la voiture de Kennedy. Lane demande si Oswald est vraiment coupable du meurtre du policier J. D. Tippit et il ajoute qu'aucun des experts en tir de la commission Warren n'a pu reproduire les tirs attribués à Oswald.
En 1999, l'ancien agent du KGB Vassili Mitrokhine publie le livre The Sword and the Shield où il affirme que le KGB a financé la recherche de Lane pour le livre Rush to Judgment, sans que Lane n'en soit informé. En 1964, Lane aurait touché 2 000 dollars pour ses recherches et voyages. Mark Lane qualifie l'affirmation de « pur mensonge ».

### Autres livres sur le sujet
Lane écrit A Citizen's Dissent sur le même sujet. Il rédige le premier script du film Complot à Dallas, paru en 1973,.
En 1991, Lane affirme qu'il n'écrira plus jamais au sujet de l'assassinat de Kennedy après la publication de son livre Plausible Denial. En novembre 2011, il publie un nouveau livre intitulé Last Word: My Indictment of the CIA in the Murder of JFK.

### Appel en justice de Liberty Lobby
Le groupe militant Liberty Lobby (en) est attaqué en justice après la publication d'un article dans The Spotlight qui attribue l'assassinat de John F. Kennedy à Howard Hunt. Hunt gagne le procès en diffamation, et Lane défend Liberty Lobby lors de l'appel. Il parvient à faire annuler la condamnation.
Le cas sert de base au livre Plausible Denial (en) de Lane. Dans le livre, Lane affirme avoir convaincu le jury que Hunt a bien joué une part dans l'assassinat, mais la presse grand public affirme que certains jurés ont décidé de l'innocence du groupe parce que The Spotlight n'avait pas d'intention de nuire.
En 1993, Lane défend Willis Carto lorsqu'il perd la direction de l'Institute for Historical Review.

### Procès contre Random House
En 1995, Lane perd un procès pour diffamation contre la maison d'édition Random House qui a légendé une photo de lui avec la mention « Coupable de désinformation du public américain » dans une publicité pour le Case closed de Gerald Posner. Il demande 10 000 000 dollars pour diffamation et utilisation non autorisée de sa photo.
Le juge Royce Lamberth répond qu'un « un théoricien du complot aussi acerbe que Lane ne devrait pas se croire à l'abri d'une remarque occasionnelle ».

## Enquêtes sur les crimes de guerre au Vietnam
En 1970, Lane se mêle de plusieurs enquêtes sur les crimes de guerre organisées par des organisations pacifistes comme le National Committee for a Citizens Commission of Inquiry on U.S. War Crimes in Vietnam, Citizens Commission of Inquiry et les Vietnam Veterans Against the War. Lane lève des fonds pour soutenir ces événéments. Il voyage souvent avec Jane Fonda pour parler à des rallyes pacifistes et des conférences. Il écrit le livre Conversations with Americans, qui regroupe des entretiens avec des militaires américains.
Mark Lane abandonne cependant rapidement sa collaboration avec des associations. Les membres du National Committee for a Citizens Commission of Inquiry on U.S. War Crimes in Vietnam critiquent Lane, qu'ils trouvent arrogant et sensationnaliste et dont ils trouvent que le livre est truffé de fausses informations. Ils refusent de travailler avec lui et disent aux VVAW que ces derniers peuvent travailler soit avec eux, soit avec Lane, mais pas avec les deux. VVAW dépend des fonds de Lane et Fonda et les écarte du militantisme. Le mois suivant, après des critiques très négatives du livre de Lane par des auteurs et un expert de la guerre du Vietnam, ils abandonnent Lane à leur tour,,.
Le livre de Lane manque de crédibilité d'après James Reston : aucun rapport cité n'a été vérifié, et les faits qu'ils contiennent semblent romancés. « Lane ne fait même pas semblant de différencier les faits et le talent d'un soldat pour embellir les faits », dit-il. Un autre journaliste note que quatre des 32 soldats interviewés par Lane pour le livre ont menti sur la nature de leur service. Lane répond que le département de la Défense est l'organisme auquel on peut le moins faire confiance pour vérifier des faits sur les interviewés. Après cette critique, Simon and Schuster annule le contrat de publication et doit le dédommager.

## Assassinat de Martin Luther King
Lane écrit le livre Murder in Memphis avec Dick Gregory sur le sujet de l'assassinat de Martin Luther King. Il y affirme que le gouvernement a participé à un complot autour du meurtre. Il défend James Earl Ray, l'assassin présumé, en 1978.

## Temple du Peuple

### Engagement auprès du Temple du Peuple
En 1978, Lane commence à représenter le Temple du Peuple. Il est embauché avec Donald Freed (en) par Jim Jones pour encourager l'hypothèse d'un grand complot des services secrets américains contre le Temple du Peuple. Jones, qui a dû s'exiler au Guyana pour échapper à des procès, affirme vouloir faire la même chose que Eldridge Cleaver, le Black Panther fugitif qui a pu revenir aux États-Unis après avoir réparé sa réputation.
En septembre 1978, Lane se rend à Jonestown, parle aux habitants de la colonie et soutient leur théorie selon laquelle le gouvernement en veut au Temple du Peuple, allant jusqu'à comparer Martin Luther King et Jim Jones. Il organise ensuite des conférences de presse où il nie toutes les allégations contre le Temple et affirme que le Temple est victime d'un complot impliquant au moins la CIA, le FBI, le FCC et la poste américaine. Bien qu'il se présente comme personnellement investi et sans motivation pécuniaire, le Temple lui verse 6 000 dollars par mois.

### Massacre de Jonestown
Lane est présent à Jonestown le soir du 18 novembre 1978, et est témoin des 915 morts de la nuit. Ces événements incluent un meurtre ou suicide de masse au cyanure et sont complétés par le meurtre de Leo Ryan et de quatre autres personnes à un aérodrome voisin.
Pendant plusieurs mois qui précèdent le massacre, Jones effraie souvent les membres de la secte en affirmant que la CIA et d'autres services secrets américains conspirent avec les « porcs capitalistes » pour détruire Jonestown et faire du mal à ses habitants. Le jour avant la visite de Leo Ryan, il mentionne une fois de plus le rôle de la CIA contre sa secte.
Pendant la visite de Leo Ryan, Lane aide le Temple du Peuple aux côtés de l'autre avocat de la secte, Charles Garry (en). Ce dernier en veut beaucoup à Lane pour sa présence médiatique et ses allégations de complot contre le Temple du Peuple. Il est également en colère de voir que Lane a affirmé que le Temple déménagerait peut-être en URSS, dans une lettre à Ryan.
En fin d'après-midi le 18 novembre, deux hommes armés approchent Lane et Garry, qui sont à l'écart dans une petite maison en bois. Ils sont peut-être envoyés pour les tuer - un des hommes reconnaît Charles Garry, qu'il a vu défendre quelqu'un à un procès. Après un échange relativement détendu, les hommes informent les deux avocats qu'ils vont « commettre un suicide révolutionnaire pour exposer cette société fasciste et raciste ». Garry et Lane s'enfuient de Jonestown avec leur aide et se mettent d'accord sur une trêve pendant qu'ils échappent à la mort.

### Après le massacre
Lane publie son témoignage de son expérience avec le Temple du Peuple, The Strongest Poison. Il affirme avoir entendu des armes automatiques tirer et présume que des forces armées américaines ont tué les survivants de Jonestown. Tout en rejetant la faute des morts sur la direction de la secte, il dit que le gouvernement américain a exacerbé la possibilité de violence avec l'utilisation d'agents provocateurs. Par exemple, la défection de l'avocat Timothy Stoen (en) pousse le Temple au suicide de masse, et Lane affirme qu'il aurait été un agent du gouvernement.